# Urcerey
Urcerey est une commune française située dans le département du Territoire de Belfort, la région culturelle et historique de Franche-Comté et la région administrative Bourgogne-Franche-Comté. 
La commune dépend du canton de Châtenois-les-Forges. Ses habitants sont appelés les Urceroys.

## Géographie

### Communes limitrophes
|                                          | Essert     | Bavilliers |
| Buc                                      | Urcerey    | Argiésans  |
| Échenans-sous-Mont-Vaudois (Haute-Saône) | Banvillars |            |

### Climat
Pour des articles plus généraux, voir Climat de la Bourgogne-Franche-Comté et Climat du Territoire de Belfort.
En 2010, le climat de la commune est de type climat de montagne, selon une étude du Centre national de la recherche scientifique s'appuyant sur une série de données couvrant la période 1971-2000. En 2020, Météo-France publie une typologie des climats de la France métropolitaine dans laquelle la commune est exposée à un climat semi-continental et est dans la région climatique  Vosges, caractérisée par une pluviométrie très élevée (1 500 à 2 000 mm/an) en toutes saisons et un hiver rude (moins de 1 °C). 
Pour la période 1971-2000, la température annuelle moyenne est de 9,7 °C, avec une amplitude thermique annuelle de 17,4 °C. Le cumul annuel moyen de précipitations est de 1 299 mm, avec 13,7 jours de précipitations en janvier et 10,7 jours en juillet. Pour la période 1991-2020, la température moyenne annuelle observée sur la station météorologique de Météo-France la plus proche, « Dorans », sur la commune de Dorans à 3 km à vol d'oiseau, est de 10,9 °C et le cumul annuel moyen de précipitations est de 974,0 mm. 
La température maximale relevée sur cette station est de 38,1 °C, atteinte le 24 juillet 2019 ; la température minimale est de −16 °C, atteinte le 20 décembre 2009,,. 
Les paramètres climatiques de la commune ont été estimés pour le milieu du siècle (2041-2070) selon différents scénarios d'émission de gaz à effet de serre à partir des nouvelles projections climatiques de référence DRIAS-2020. Ils sont consultables sur un site dédié publié par Météo-France en novembre 2022.

## Urbanisme

### Typologie
Au 1er janvier 2024, Urcerey est catégorisée commune rurale à habitat dispersé, selon la nouvelle grille communale de densité à sept niveaux définie par l'Insee en 2022.
Elle est située hors unité urbaine. Par ailleurs la commune fait partie de l'aire d'attraction de Belfort, dont elle est une commune de la couronne,. Cette aire, qui regroupe 91 communes, est catégorisée dans les aires de 50 000 à moins de 200 000 habitants,.

### Occupation des sols
L'occupation des sols de la commune, telle qu'elle ressort de la base de données européenne d’occupation biophysique des sols Corine Land Cover (CLC), est marquée par l'importance des territoires agricoles (56,1 % en 2018), une proportion sensiblement équivalente à celle de 1990 (55,9 %). La répartition détaillée en 2018 est la suivante : forêts (43,9 %), zones agricoles hétérogènes (30,9 %), terres arables (15,3 %), prairies (9,9 %). L'évolution de l'occupation des sols de la commune et de ses infrastructures peut être observée sur les différentes représentations cartographiques du territoire : la carte de Cassini (XVIIIe siècle), la carte d'état-major (1820-1866) et les cartes ou photos aériennes de l'IGN pour la période actuelle (1950 à aujourd'hui).

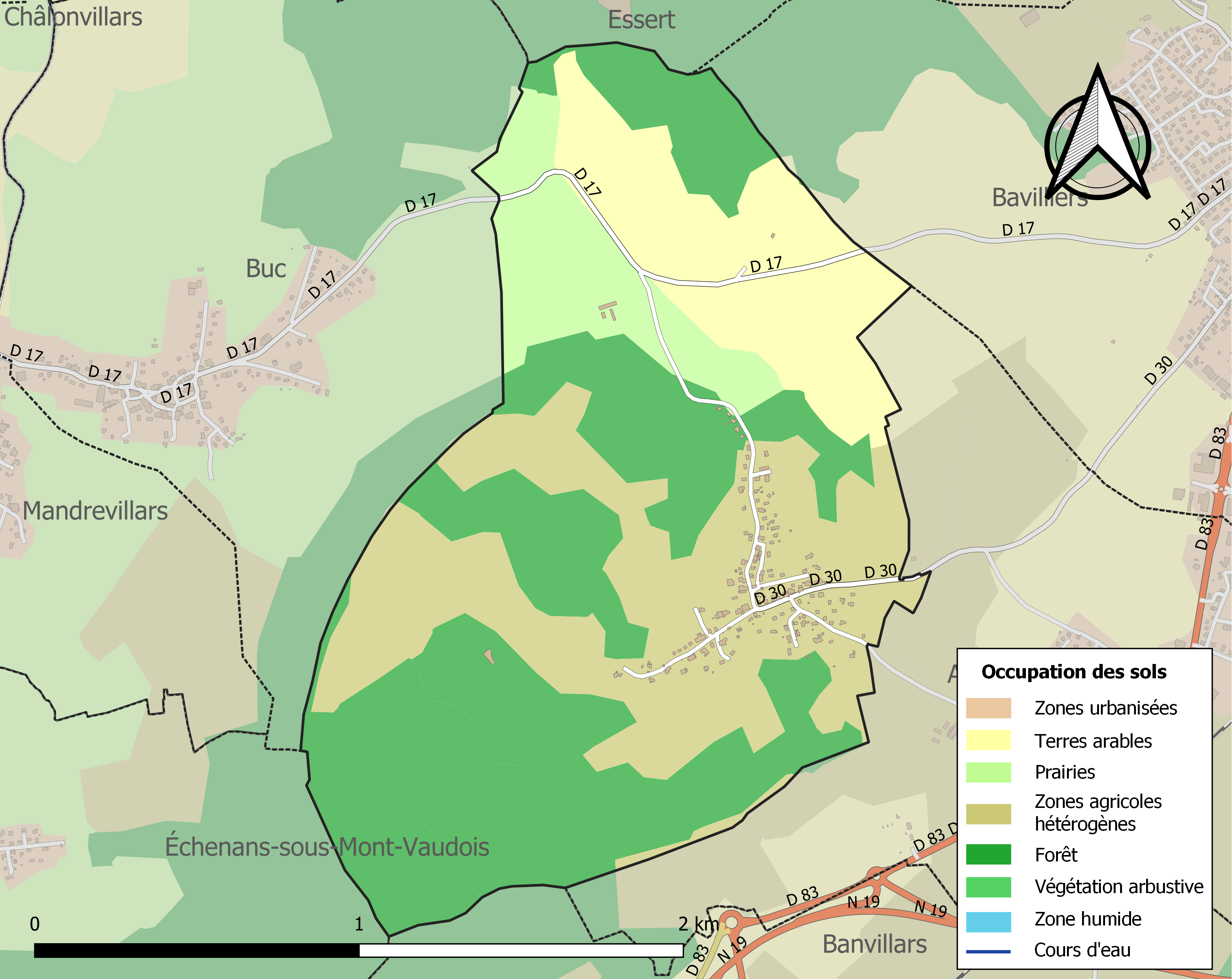
Carte des infrastructures et de l'occupation des sols de la commune en 2018 (CLC).

## Toponymie
Le nom de la localité est attesté sous les formes Vrcerey (1625), Urserey (1644).
Son nom provient du latin ursi rus, le « domaine de l'ours », mentionné pour la première fois aux alentours de l'an mille. L'ours figure sur le blason de la commune.

## Histoire

### Du Moyen Âge à la Révolution
En 1347, le village, qui faisait partie de la mairie du Bas-Rosemont, passa avec la seigneurie du Rosemont dans la dépendance de la maison d'Autriche jusqu'en décembre 1659, lorsque Louis XIV fit don du comté de Belfort au cardinal de Mazarin.

Urcerey dépend de la paroisse de Bavilliers.

### Le village aujourd'hui
Le village, à vocation essentiellement agricole, s'est augmenté depuis les années 1970 de maisons construites par des habitants travaillant dans l'aire urbaine de Belfort-Montbéliard-Héricourt.

### Lieux et monuments

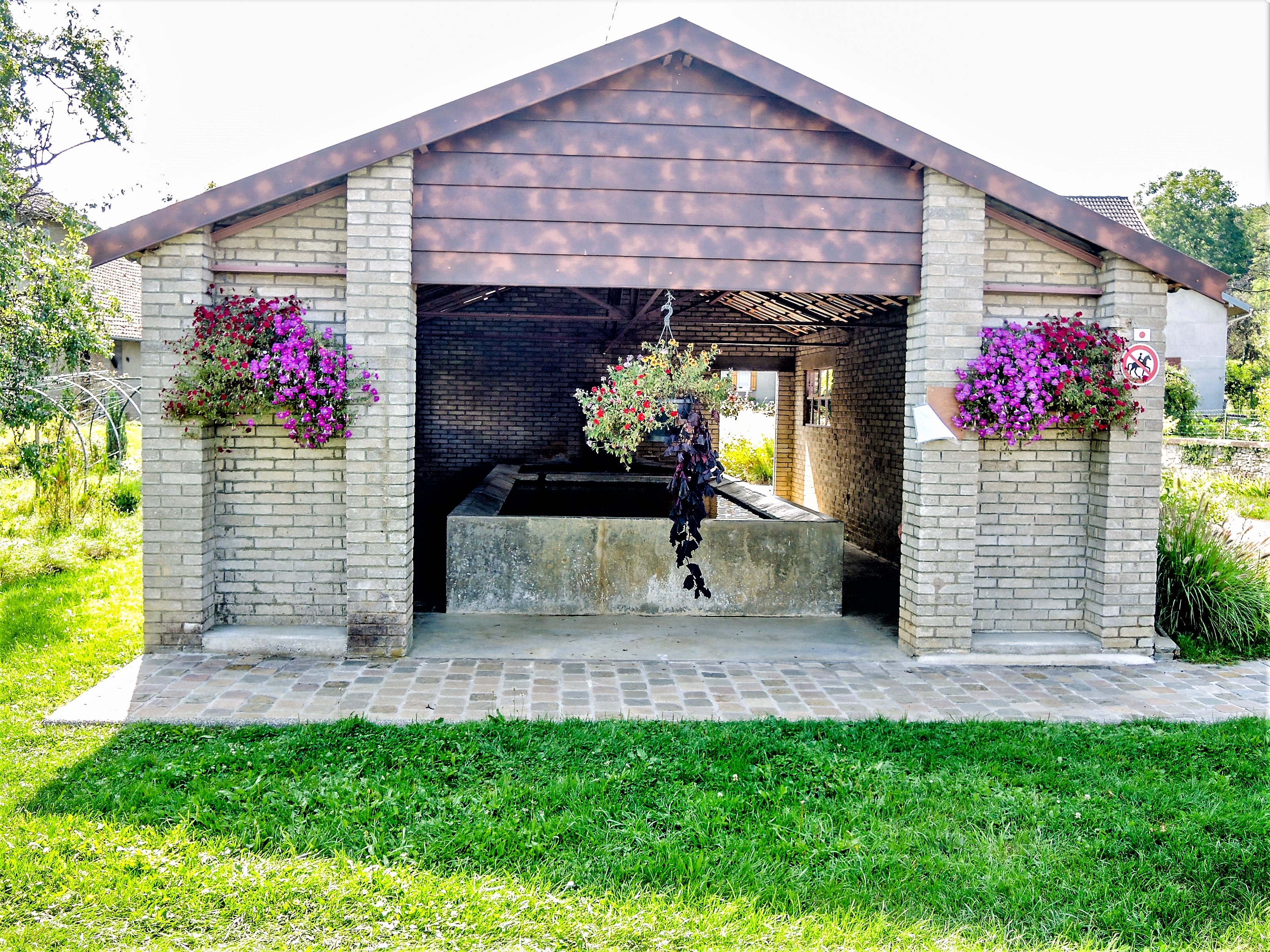
Fontaine-lavoir d'Urcerey.

## Politique et administration
| Période                                  | Période  | Identité                                   | Étiquette   | Qualité        |
| ---------------------------------------- | -------- | ------------------------------------------ | ----------- | -------------- |
| Les données manquantes sont à compléter. |          |                                            |             |                |
| mars 2001                                | 2008     | Françoise Gaillardet                       |             | Élu            |
| mars 2008                                | 2014     | Josiane Gaillardet                         |             | Élu socialiste |
| 2014                                     | 2020     | Michel Gaumez                              | républicain | Élu            |
| 2020                                     | En cours | Marguerite Dite Marie-France Bonnans-Weber |             |                |

## Population et société

### Démographie
L'évolution du nombre d'habitants est connue à travers les recensements de la population effectués dans la commune depuis 1793. Pour les communes de moins de 10 000 habitants, une enquête de recensement portant sur toute la population est réalisée tous les cinq ans, les populations de référence des années intermédiaires étant quant à elles estimées par interpolation ou extrapolation. Pour la commune, le premier recensement exhaustif entrant dans le cadre du nouveau dispositif a été réalisé en 2006.

En 2022, la commune comptait 253 habitants, en évolution de +13,96 % par rapport à 2016 (Territoire de Belfort : −2,78 %, France hors Mayotte : +2,11 %).
| 1793 | 1800 | 1806 | 1821 | 1831 | 1836 | 1841 | 1846 | 1851 |
| ---- | ---- | ---- | ---- | ---- | ---- | ---- | ---- | ---- |
| 163  | 132  | 157  | 205  | 216  | 205  | 204  | 212  | 222  |

| 1856 | 1861 | 1866 | 1872 | 1876 | 1881 | 1886 | 1891 | 1896 |
| ---- | ---- | ---- | ---- | ---- | ---- | ---- | ---- | ---- |
| 199  | 211  | 199  | 189  | 199  | 183  | 170  | 192  | 152  |

| 1901 | 1906 | 1911 | 1921 | 1926 | 1931 | 1936 | 1946 | 1954 |
| ---- | ---- | ---- | ---- | ---- | ---- | ---- | ---- | ---- |
| 130  | 129  | 121  | 116  | 111  | 114  | 116  | 120  | 126  |

| 1962 | 1968 | 1975 | 1982 | 1990 | 1999 | 2006 | 2011 | 2016 |
| ---- | ---- | ---- | ---- | ---- | ---- | ---- | ---- | ---- |
| 117  | 135  | 175  | 227  | 271  | 244  | 237  | 209  | 222  |

| 2021 | 2022 | - | - | - | - | - | - | - |
| ---- | ---- | - | - | - | - | - | - | - |
| 249  | 253  | - | - | - | - | - | - | - |

## Culture locale et patrimoine

### Héraldique
| Blason de Urcerey | Blason  | De gueules à un ours rampant d'or.                                                 |
| Blason de Urcerey | Détails | Armes parlantes (Ours → Urcerey). Le statut officiel du blason reste à déterminer. |

## Pour approfondir